# Генерал-Киселово
Генера́л-Кисело́во (болг. Генерал Киселово) — село у Варненській області Болгарії. Входить до складу общини Вилчий Дол.

## Населення
За даними перепису населення 2011 року у селі проживали 535 осіб.
Національний склад населення села:
| Національність   | Кількість осіб | Відсоток |
| ---------------- | -------------- | -------- |
| турки            | 266            | 53,7%    |
| болгари          | 225            | 45,5%    |
| цигани           | 0              | 0%       |
| інша             | 4              | 0,8%     |
| не визначились   | 0              | 0%       |
| Всього відповіли | 495            |          |

Розподіл населення за віком у 2011 році:
Динаміка населення: